# Acrolophitus
Acrolophitus là một chi côn trùng thuộc họ Acrididae.

## Các loài
Chi này có các loài sau:
- Acrolophitus pulchellus